# David Stuart (Mediziner)
Doktor David Stuart (* 3. August 1753 in Schottland; † circa 1814) war ein Mitarbeiter, Freund und Briefpartner von George Washington und war als einer der Kommissionäre mitverantwortlich für die Planung und Gestaltung der neuen Hauptstadt Washington, D.C.

## Privatleben
In Schottland geboren, studierte Stuart Sprachen und Medizin an der University of St Andrews in Edinburgh. Danach wanderte er nach Amerika aus und gründete eine Praxis in Alexandria (Virginia). Er wurde ein Verwandter von George Washington, als er 1783 Eleanor Calvert Custis heiratete, die Witwe von Washingtons Stiefsohn John Parke Custis. Es existieren noch eine Reihe von Briefen von Washington an Stuart, in denen dieser über familiäre Angelegenheiten und die Politik Virginias schrieb.
Eleanor und David hatten zusammen fünf Töchter und zwei Söhne:
- Ann Calvert Stuart Robinson (* 1784) ⚭ William Robinson
- Sarah Stuart Waite (* 1786) ⚭ Obed Waite
- Ariana Calvert Stuart
- William Sholto Stuart
- Eleanor Custis Stuart (* 1792)
- Charles Calvert Stuart (1794–1846) ⚭ Cornelia Lee
- Rosalie Eugenia Stuart Webster (1796–1886) ⚭ William Greenleaf Webster

Eleanor und David wohnten an zwei Orten im Fairfax County, Virginia: Hope Park und Ossian Hall.

## Politische Laufbahn
Stuart war Mitglied des Repräsentantenhauses von Virginia und stimmte 1788 mit ab über die Ratifizierung der Verfassung der Vereinigten Staaten. Er stimmte für die Ratifizierung.
Er war einer der Wahlmänner des Prince William District im Nordosten Virginias bei den Präsidentschaftswahlen 1789. Der Bezirk besteht aus den Countys Fairfax, Fauquier, Loudoun und Prince William und liegt westlich der Hauptstadt Washington. Alle zehn Wahlmänner aus Virginia stimmten mit einer ihrer zwei Stimmen für George Washington. Fünf von ihnen gaben ihre andere Stimme John Adams, drei George Clinton, eine John Hancock und eine John Jay.
Im Jahre 1790 wurde Stuart zum Kommissar ernannt, der verantwortlich war für die Standortwahl und die Planung der neuen Hauptstadt Washington. Er diente in dieser Kommission bis mindestens 1793.